# La Valle
Pour les articles ayant des titres homophones, voir Lavalle et Laval.
Pour les articles homonymes, voir Wengen (homonymie).

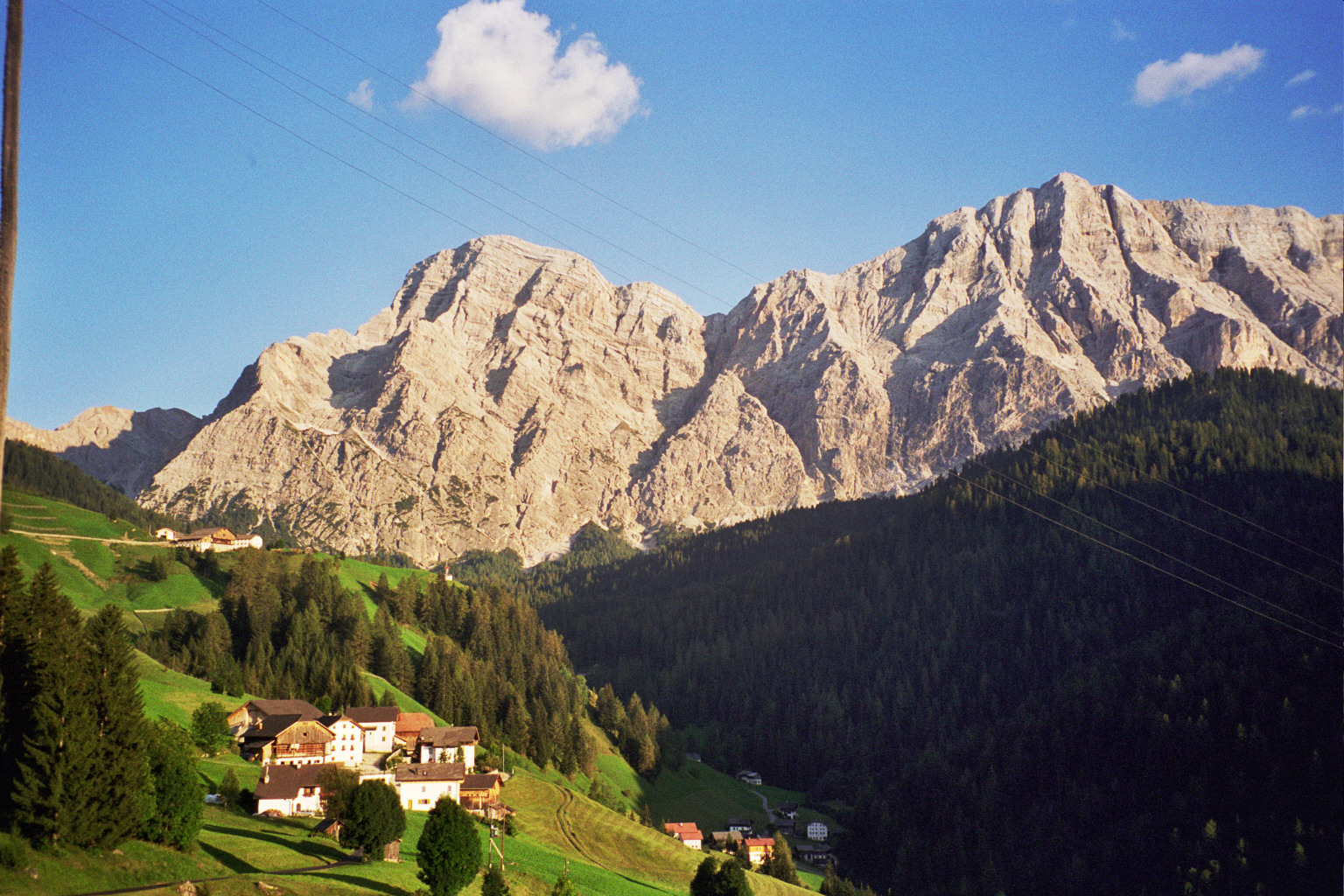
La vallée et les montagnes.

La Valle (en allemand, Wengen) est une commune italienne d'environ 1 400 habitants située dans la province autonome de Bolzano dans la région du Trentin-Haut-Adige dans le nord-est de l'Italie.

## Culture

### Hameaux
Centro, Cians, Runch-Biei, Ciampëi, Costa, Pastrogn, Dlijia Vedla, Ciablun, Tolpëi, Fontanela, Côz, Spëscia, Frëines, Taéla, Rü, Mirbun, Rumestluns, Plans, Côl, Furnacia, Lunz, Ciampló, Gnates, Lè, Pederoa/Promberg, Pramperch, Picedaz, Aiarëi, Soví, Trú

### Communes limitrophes
Les communes limitrophes sont  Badia, Marebbe et San Martino in Badia.

### Évolution démographique
Habitants recensés

### Personnalités liées
- Enrico Videsott, curé de La Valle pendant 35 ans jusqu'à sa mort en 1999